# Valgu (Emmaste)
Valgu est un village de la commune de Emmaste du comté de Hiiu en Estonie.
Au 31 décembre 2011, il compte 42 habitants.